# Jeskola Buzz
Jeskola Buzz is een computerprogramma om muziek mee te maken in Windows Vista en Windows 7. Het is zowel een moduletracker, een digitale muzieksequencer als een soft-synth. Het systeem is volledig gebaseerd op objecten die op een modulaire wijze aan elkaar gekoppeld kunnen worden wat een hoge mate aan flexibiliteit schept. De invoer werkt voornamelijk volgens het zogenaamde module tracker-principe. Karakteristiek voor een tracker is de verticale sequencer en de nadruk op het gebruik van het computertoetsenbord, in tegenstelling tot de populaire horizontale sequencers. Buzz heeft .NET Framework versie 4.0 nodig.

## Features
De complete lijst met features is vrij uitgebreid. De belangrijkste eigenschappen zijn:
- Multikernprocessorondersteuning
- VST 2.4 (zowel VSTfx als VSTi)
- MIDI, MIDI Input en MIDI Sync
- ASIO multi-I/O
- naast master en send-kanalen, een ongelimiteerde hoeveelheid audio en MIDI-kanalen
- hoogwaardige wave-editor en sampler met interpolatiemogelijkheid
- ingebouwde real-time DSP-effecten, vergelijkbaar met VSTfx
- parameters zijn grafisch en numeriek automatiseerbaar; dit geldt voor de ingebouwde effecten, VSTfx, VSTi en externe MIDI-hardware